# Teresa de Cofrentes
Teresa de Cofrentes è un comune spagnolo di 661 abitanti situato nella comunità autonoma Valenciana.